# Cremastosperma longipes
Cremastosperma longipes är en kirimojaväxtart som beskrevs av Pirie. Cremastosperma longipes ingår i släktet Cremastosperma, och familjen kirimojaväxter. Inga underarter finns listade i Catalogue of Life.